# Buguey, Cagayan
Buguey là đô thị hạng 3 ở tỉnh Cagayan, Philippines. Theo điều tra dân số năm 2000, đô thị này có dân số 26.401 người trong 5.113 hộ.

## Các khu phố (barangay)
Buguey được chia thành 30 khu phố (barangay).
| - Ballang - Balza - Cabaritan - Calamegatan - Centro (Pob.) - Centro West - Dalaya - Fula - Leron - Antiporda - Maddalero - Mala Este - Mala Weste - Minanga Este - Paddaya Este | - Pattao - Quinawegan - Remebella - San Isidro - Santa Isabel - Santa Maria - Tabbac - Villa Cielo - Alucao Weste (San Lorenzo) - Minanga Weste - Paddaya Weste - San Juan - San Vicente - Villa Gracia - Villa Leonora |